# Nils Dahl
Nils Lauritz Dahl (* 12. November 1882 in Oslo; † 17. Juli 1966 ebenda) war ein norwegischer Mittel- und Langstreckenläufer.
Bei den Olympischen Spielen schied er 1908 in London über 1500 m im Vorlauf aus und erreichte 1912 in Stockholm im Crosslauf nicht das Ziel.
Viermal wurde er Norwegischer Meister über 1500 m (1906–1909) und zweimal über 5000 m (1908, 1912).

## Persönliche Bestzeiten
- 1500 m: 4:19,5 min, 22. Mai 1910, Kristiania
- 5000 m: 16:08,6 min, 11. September 1909, Kristiania